# Edik Bagdasarian
Edik Bagdasarian (în armeană Էդիկ Բաղդասարյան; n. 7 decembrie 1962, Şuşa⁠(d), Muxtar Dağlıq Qarabağ Vilayəti, Republica Sovietică Socialistă Azerbaidjană) este un jurnalist de investigație cunoscut pentru articolele sale care dezvăluie corupția mare din Armenia⁠(d). El este șeful Asociației Armene a Jurnaliștilor de Investigație și redactorul singurului ziar de jurnalism de investigație din Armenia, Hetq⁠(d). Locuiește în capitala Armeniei, Erevan.

## Studii
A făcut studiile la Erevan, dar și la Universitatea din Moscova. Deține o diplomă în jurnalism de televiziune.

## Premii și recunoaștere
Bagdasarian a fost decorat cu Premiul „Global Shining Light” 2008 la conferința Rețelei Globale a Jurnalismului de Investigație⁠(d), organizată în Norvegia, pentru seria sa de articole „Ministrul și sectorul minier”, care a dezvăluit modul în care fostul ministru armean al protecției mediului Vardan Aivazian⁠(d) și-a pus peste o duzină de rude în funcții de conducere la diverse mine (mai ales de aur și metale).

## Agresiuni fizice și amenințări cu moartea
În 2006, Bagdasarian a primit amenințări prin e-mail în urma publicării unui articol care îl critica pe cel mai puternic om de afaceri al Armeniei, Gagik Tsarukyan⁠(d) (Gaghik Țarukian). Autorul e-mailului amenința că va ucide pe oricine îl jignește pe „regele” Tsarukyan.
La 17 noiembrie 2008, Bagdasarian a devenit victima unui atac violent, despre care crede că are legătură cu activitatea sa jurnalistică. El a fost pândit și bătut de trei atacatori necunoscuți, în timp ce urca în automobilul său personal, la scurt timp după ce a părăsit biroul său din centrul Erevanului, la ora 20:00. Conform mărturiilor jurnalistului, atacul a fost neprovocat și atacatorii nu i-au cerut ceva anume. Două persoane l-au atacat din față cu lovituri grele, în timp ce a treia l-a lovit la ceafă cu un obiect mare, provocând leșinul. L-au dezbrăcat de unele haine, lăsându-l pe jumătate gol. Atacatorii au fugit de la locul atacului după ce un membru al personalului de securitate de la un șantier din apropiere, alertat de încăierare, a împușcat în aer. Bagdasarian a fost internat cu capul rănit.